# Put van Decloedt
De Put van Decloedt is een zandwinningsput ten zuiden van de wijk Albertstrand van de West-Vlaamse badplaats Knokke. De put heeft een oppervlakte van 11 ha en een diameter van ongeveer 350 meter.

## Geschiedenis
De Watersnood van 1953 heeft ook in België schade veroorzaakt. Ook in Knokke was een groot deel van het strand weggeslagen. Om dit te herstellen wenste men zandopspuiting toe te passen. Het zand werd landinwaarts gewonnen, tussen de Isabellavaart en de spoorlijn, waar de duinengordel zich ooit landinwaarts uitstrekte. Baggeraar Decloedt begon hier met de zandwinning, en uiteindelijk werd een complete zandzuiger in de put toegepast, waarmee de put tot een diepte van 27 meter werd uitgegraven. Het zand werd via leidingen over de spoorweg naar het strand geleid. Uiteindelijk werd de put tot de kleibodem uitgegraven, waarna een vijver ontstond.
De omgeving van de put bleef lange tijd gesloten voor het publiek. Sommigen kwamen er wel op watervogels jagen. In 2012 werd de Put van Decloedt onderdeel van het watersportcentrum Lakeside Paradise.